# Don Mentony Band
Don Mentony Band je bila ljubljanska rock skupina, ki se je konec osemdesetih let 20. stoletja proslavila s priredbo skladbe Tulsa Time; v slovenščini: »Dobra mrha«. Igrali so blues, boogie in rock'n'roll. V prvi zasedbi so bili kitarist Janez Hostnik, bas kitarist Frenk Brajer, bobnar Robert Fritsch, pevec Janez Kovačič ter animator Miha Mentoni. Kasneje se je pridružil še Janez Zmazek - Žan kot kitarist. Zmazek je kmalu prevzel vodstvo te skupine in v začetku leta 1992 (po treh skupnih albumih) sta skupino zapustila basist in pevec. Pevca Zmazek ni hotel iskati, ker se je odločil, da bo kar sam pel. Basista je marca 1992 zamenjal Aleksander Cepuš. Aprila 1992 je prenovljena skupina pričela koncertirati. Odigrali so dva legendarna koncerta: 20 let Vala 202 v ljubljanskih Križankah (kaseta ZKP RTV 1992) in Dobrodelni koncert za Bosno (Hala Tivoli). Posneli so album Ko noč zamenja dan in ploščo za pevca Janka Ropreta. Nastopili so tudi na festivalu Melodije morja in sonca v Portorožu in kot glavni glasbeni gostje na Pop delavnici 1992. Konec leta 1992 je Cepuša zamenjala basistka Ana Korenini. Ostala je tri leta, po njenem odhodu leta 1996 sta se na bas-kitari izmenjavala Jani Hace in Alen Steržaj. V tem času so se zamenjali še mnogi kitaristi, ki so skušali nadomestiti ustanovitelja Janeza Hostnika, ki je bend zapustil konec leta 1993: najprej je za leto dni prišel kitarist Bruno, potem za isto obdobje Matej Mršnik, ki se je s skupino razšel leta 1996, na koncu pa še Zvone Kukec. Posneli so še precej uspešnih albumov.

## Diskografija
- Don Menthony Blues Band (brez Janeza Zmazka) (kaseta ZKP RTV 1988)
- Dobra mrha (kaseta in CD, ZKP RTV 1989)
- Rad bi bil baraba (kaseta in CD, ZKP RTV 1990)
- Nezaposlenim vstop prepovedan (kaseta in CD, ZKP RTV 1991)
- Ko noč zamenja dan (kaseta in CD, ZKP RTV 1992)
- Zmikavti (kaseta in cd, ZKP RTV, 1993)
- Hopla konopla (cd, ZKP 1994)
- Prva Petletka (89-94) (1996) (ZKP RTV Slovenija)
- Lenoba (cd 1995)
- Na drugi strani (cd 1997)
- Dobr se mi dogaja  (cd, NIKA Records 2000)
- The Best of v živo (2010) (ZKP RTV Slovenija)
- Zajeban dan (2014) (samozaložba)  Arhivirano 2020-08-07 na Wayback Machine.
- Don Mentony Band + Janko Ropret: Vrni se (kaseta, Didakta 1992)
- Don Mentony Band + Janko Ropret: Jesen  (cd, ZKP RTV, 1995)
- 20 let Vala 202 (medley Dobra mrha + Rekla je ne) (kaseta ZKP RTV, 1992)